# اسم مجاملة
اسم مجاملة (بالصينية: 字1)معروف أيضاً باسم النمط، هو اسم يعطى للشخص عند البلوغ بالإضافة إلى اسمه المعطى. هذه الممارسة أو العادة هي تقليد وعادة في سينوسفير، بالإضافة إلى الصين، اليابان، كوريا وفيتنام.
يحل اسم المجاملة محل اسم الرجل عند وصوله مرحلة البلوغ أو سن الرشد. قد يثم إعطائه إما من قبل الأهل أو من قبل معلم خاص في أول يوم من المدرسة. وقد تعتمد المرأة على اسم zi  بدلا من اسمها عند الزواج. ويمكن للمرء اعتماد اسم مجاملة قد اختاره بنفسه.
ولا يمكن الخلط بين اسم المجاملة والاسم الفني (اسم ومصطلح آخر كثيرا ما يذكر لاسم بديل في سياق الثقافة الآسيوية).الاسم الفني عادة ما يرتبط بالفن أكثر من الاسم المستعار الذي هو أكثر عفوية من اسم المجاملة.

## الاستخدام
ال zì وأحيانا تسمى (biǎozì (表字 أو «اسم المجاملة» هو اسم تقليدياً يطلق على الرجال الصينيين في عمر 20، مما يشير إلى بلوغهم سن الرشد. وفي بعض الأحيان يتم إعطائه للمرأة عند الزواج، هذه الممارسة أو العادة لم تعد شائعة في المجتمع الصيني الحديث، وفقا لكتاب الطقوس، بعد أن يبلغ الرجل سن الرشد، فمن غير اللائق للآخرين من نفس الجيل أن يخاطبوه باسمه المعطى، أو مينغ míng. وهكذا، تم حدز الاسم المعطى للنفس وكبار السن. في حين أن ال zì تستخدم من قبل البالغين من نفس الجيل للإشارة إلى بعضهم البعض في المناسبات الرسمية أو في الكتابة؛ ومن هنا جاء مصطلح واسم «اسم المجاملة».
و zì عبارة عن مقطع لفظي، يتكون من حرفيين صينيين، وفي الغالب تستند على معنى míng أو اسم معين، على سبيل المثال، شيانغ كاي شيك زي (介石، مكتوب بالحروف اللاتينية  كاي-شيك) ومينغ (中正، بالحروف اللاتينية كما تشونغ-تشنغ) كلاهما من سداسي yû من تشينغ I.
وأكد يان تشيتوي من سلالة تشي الشمالية أنه في حين أن الغرض من المينج  míng  هو التمييز بين شخص وآخر، ينبغي أن يعبر zi عن النزاهة الأخلاقية لحامله.
طريقة أخرى لتشكيل zì هو استخدام حرف متماثل zǐ (子) – لقب محترم للرجل  – باعتبارها الحرف الأول من zı disyllabic. وهكذا، على سبيل المثال، كان زيغ غونغسون تشياو Zǐchǎn (نضب產)، ودو فو: Zǐměi (دوسن美).
ومن الشائع أيضا إنشاء zì باستخدام حرف الأول الذي يعبر عن ترتيب ميلاد حامله بين الأشقاء الذكور في عائلته.
وهكذا أعطيت كونفوشيوس، الذي كان اسم ه Kǒng Qiū (孔丘)، زى Zhžžngní (仲尼)، حيث الحرف الأول zhòng يشير إلى أنه كان الابن الثاني الذي ولد في عائلته. الأحرف المستخدمة عادة هي bó (伯) لأول، zhòng (仲) للثاني، شو (叔) للثالث، وjj (季) عادة لأصغر، اما إذا كانت الاسرة تحتوي على أكثر من 3 اولاد، مثل  أبناء الجنرال سون جيان الأربعة هم Sun Ce (伯符)، Bófú)، و Sun Quan (仲謀 ، Zhòngmóu)، و Sun Yi (叔 ū ، Shūbì) و Sun Kuang (季 佐 ، Jìzuǒ).
بدأ استخدام zì خلال سلالة شانغ، وتطور ببطء إلى نظام أصبح أكثر انتشارا خلال سلالة تشو اللاحقة. وخلال هذه الفترة، أعطيت المرأة أيضا zı. وكانت zi التي أعطيت للمرأة تتألف عموما من حرف يشير إلى ترتيب ميلادها بين الأشقائها الإناث ولقبها. فعلى سبيل المثال، كانت مونغ جيانغ (姜) هي الابنة الكبرى في أسرة جيانغ.
قبل القرن العشرين، كان الكوريون والفيتناميون واليابانيون الذين تمت الإشارة إليهم ب zi. كما تم تبني هذه الممارسة من قبل بعض المغول ومانشو بعد غزو تشينغ للصين.